# Turm-Leichtfiguren-Endspiel
Als Turm-Leichtfiguren-Endspiele werden Schachendspiele ohne Damen bezeichnet, in denen die eine Partei mindestens einen Turm und die andere Partei mindestens eine Leichtfigur (Springer oder Läufer) besitzt. Solche Endspiele kommen häufig in der Partiepraxis vor und sind daher eingehend analysiert worden.

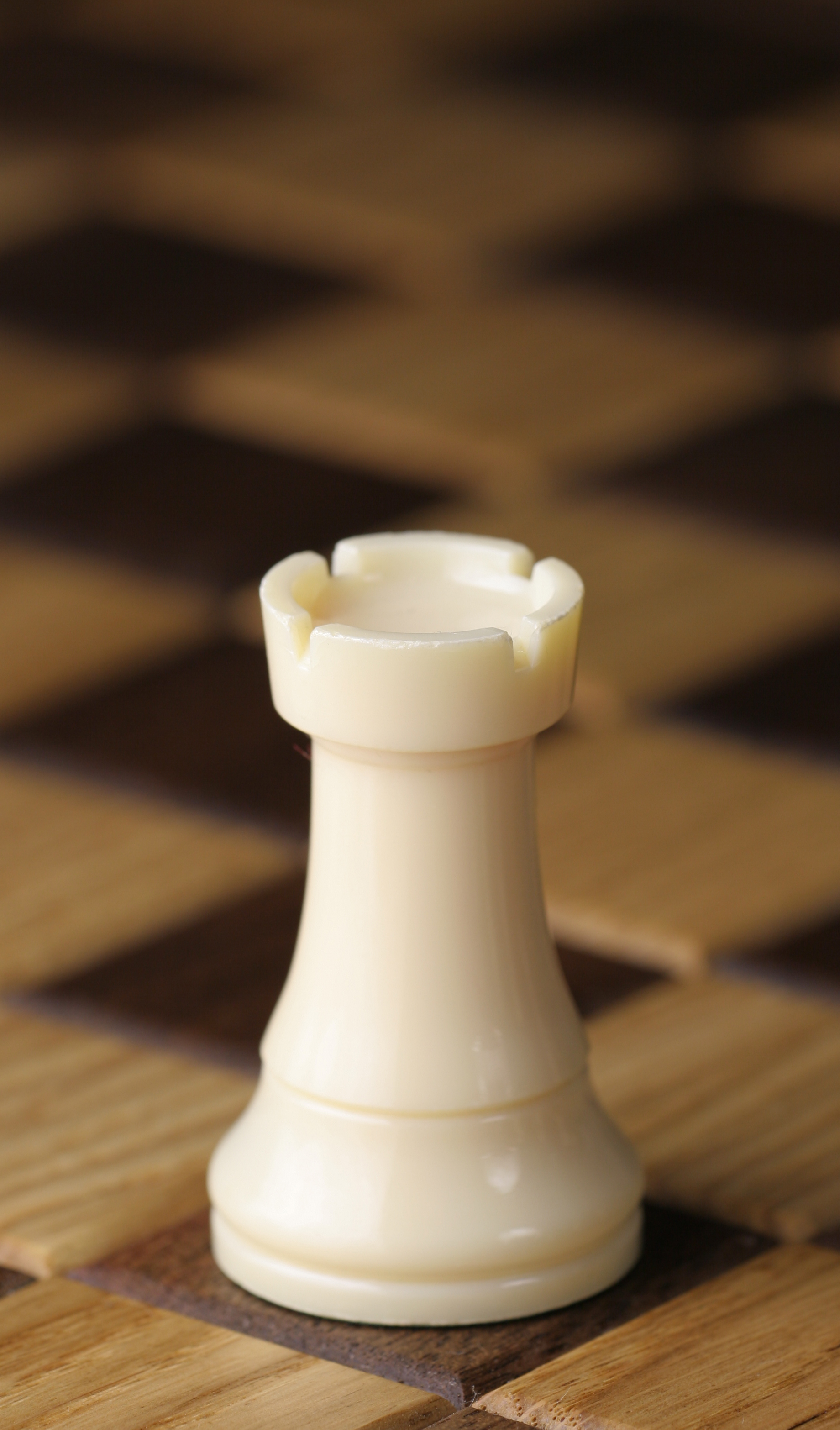
Weißer Turm
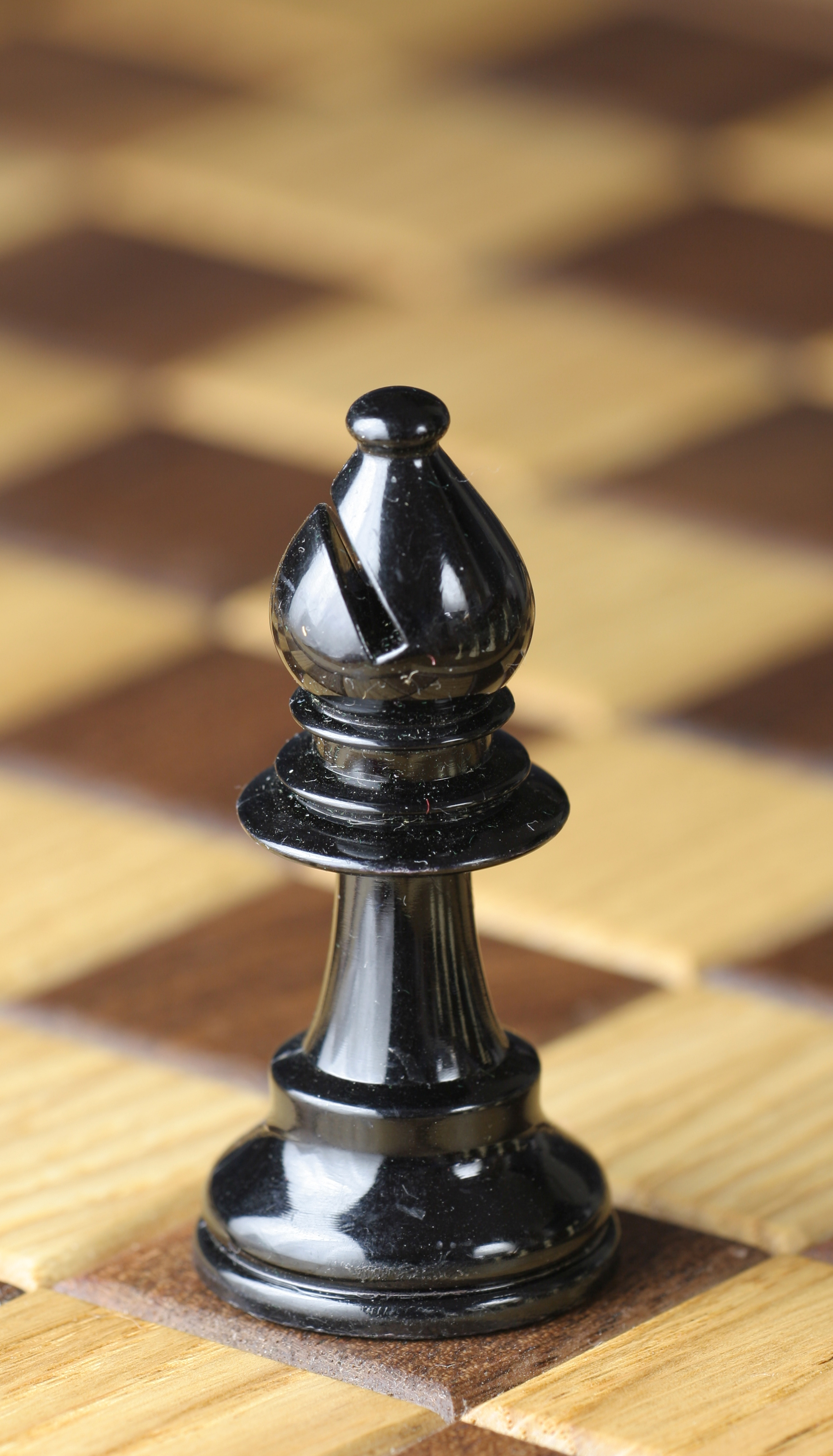
Schwarzer Läufer
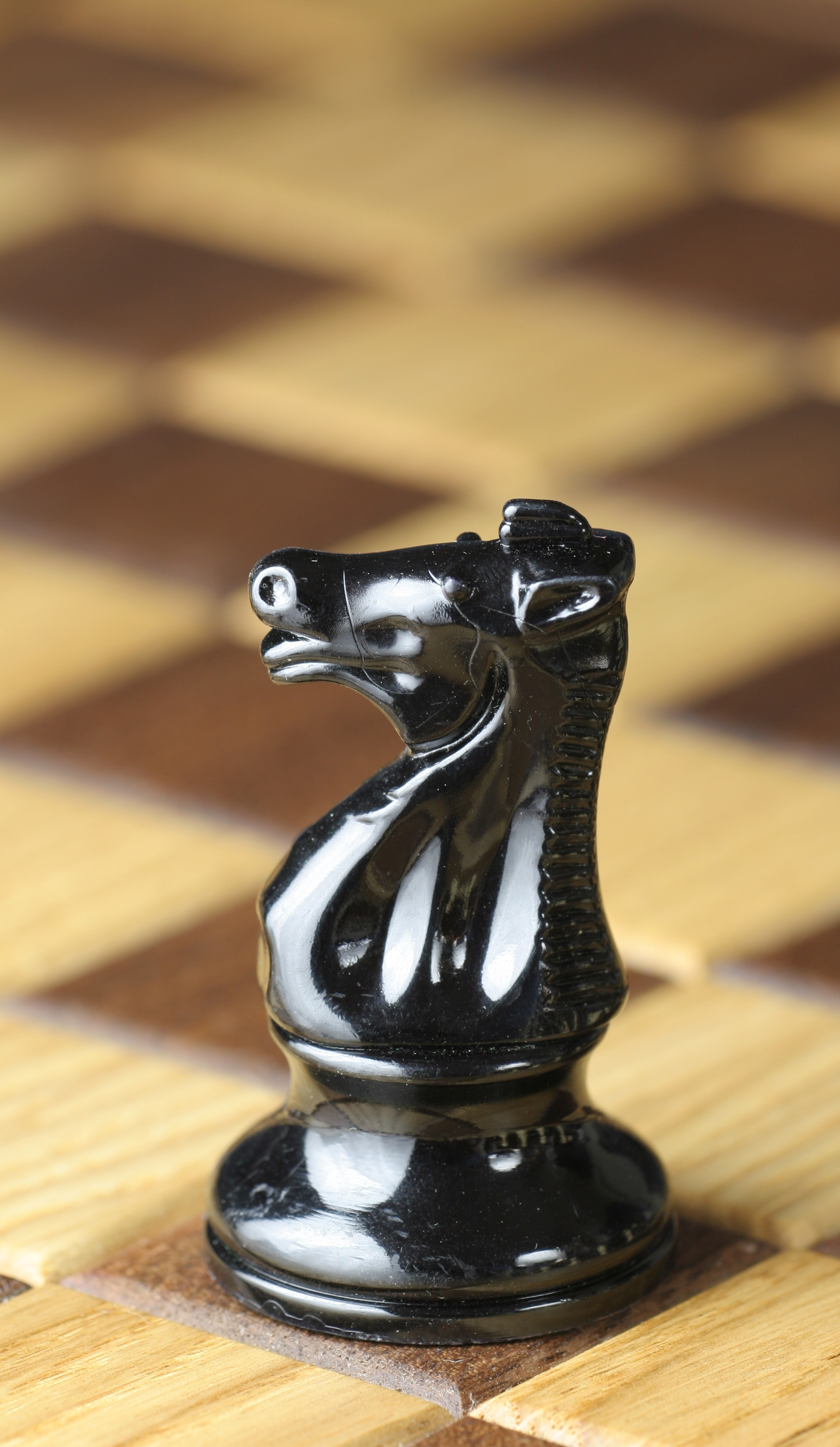
Schwarzer Springer

## Endspiele ohne Bauern

### Turm gegen Läufer
In der Regel endet das Endspiel Turm gegen Läufer remis. Der verteidigende König kann es sich dabei leisten, an den Brettrand zu gehen, nur muss er sich dann in eine der beiden „sicheren Ecken“ begeben. Das sind die zwei Ecken des Schachbretts, die nicht von der Felderfarbe des Läufers sind. Steht der verteidigende König in einer solchen Ecke, kann ein Schachgebot des Turms abgewehrt werden, indem der Läufer auf das Feld direkt neben seinem König zieht. Versucht dann der angreifende König, den verteidigenden König einzusperren, so entsteht ein Patt.
Es gibt allerdings eine größere Klasse von Verluststellungen, in denen der verteidigende König am Brettrand von der „sicheren Ecke“ abgeschnitten ist. Kommt er nicht in eine solche Ecke, dann fehlt die Pattverteidigung und das Spiel kann verloren gehen, denn der Angreifer kann die Verteidigung mit einem Wartezug in Zugzwang bringen und den Läufer gewinnen.

### Turm gegen Springer
|   | a | b | c | d | e | f | g | h |   |
| 8 |   |   |   |   |   |   |   |   | 8 |
| 7 |   |   |   |   |   |   |   |   | 7 |
| 6 |   |   |   |   |   |   |   |   | 6 |
| 5 |   |   |   |   |   |   |   |   | 5 |
| 4 |   |   |   |   |   |   |   |   | 4 |
| 3 |   |   |   |   |   |   |   |   | 3 |
| 2 |   |   |   |   |   |   |   |   | 2 |
| 1 |   |   |   |   |   |   |   |   | 1 |
|   | a | b | c | d | e | f | g | h |   |

Das Endspiel Turm gegen Springer, das bereits von arabischen Schachmeistern erforscht wurde, ist im Regelfall remis. Der verteidigende Springer muss sich immer in der Nähe seines Königs aufhalten und gelegentlich dem angreifenden König ein wichtiges Feld verwehren.
Artur Mandler zeigte in seinen Studien ein erweitertes Gewinnverfahren. Es besteht dann Verlustgefahr, wenn der Springer zu weit vom eigenen König entfernt ist. In diesem Fall kann der Springer von den beiden gegnerischen Figuren weiter abgedrängt und erobert werden.
In der Partie Movsesjan – Kindermann unterstützen sich Springer und König gegenseitig. Weiß droht, beginnend mit Ta8+ mattzusetzen. 103. … Sc6?? 104. Ta8+ Sa5+ 105. Kc5 mit Zugzwang, Schwarz verliert im nächsten Zug seinen Springer und gab auf. Die Methode der Fesselung nebst Figurengewinn ist auch aus dem Endspiel Turm gegen Läufer bekannt. Richtig wäre es gewesen, mit 103. … Sa6 dem weißen König das Feld c5 zu nehmen (möglich wäre auch zuerst Ka5), wonach Weiß keinen Fortschritt erzielen kann, zum Beispiel: 104. Ta8 Ka5 und Schwarz kann im nächsten Zug seinen Springer mit Kb6 entfesseln oder 104. Th1 Ka5! 105. Tb1 Sc7! 106. Kc5 Sa6+! 107. Kc6 Sb4+! remis

### Turm gegen zwei Leichtfiguren
Das Endspiel Turm gegen zwei Leichtfiguren hat kaum praktische Bedeutung, weil es in aller Regel einfach remis ist. Sobald der Turm sich gegen eine der Leichtfiguren hergibt, entsteht eine tote Stellung. Sollte die Turmpartei eine der beiden Leichtfiguren gewinnen, so ist das verbleibende Endspiel Turm gegen Leichtfigur in aller Regel remis.
|   | a | b | c | d | e | f | g | h |   |
| 8 |   |   |   |   |   |   |   |   | 8 |
| 7 |   |   |   |   |   |   |   |   | 7 |
| 6 |   |   |   |   |   |   |   |   | 6 |
| 5 |   |   |   |   |   |   |   |   | 5 |
| 4 |   |   |   |   |   |   |   |   | 4 |
| 3 |   |   |   |   |   |   |   |   | 3 |
| 2 |   |   |   |   |   |   |   |   | 2 |
| 1 |   |   |   |   |   |   |   |   | 1 |
|   | a | b | c | d | e | f | g | h |   |

Es gibt nur sehr wenige Ausnahmestellungen, die eine der beiden Seiten gewinnen kann. In der nebenstehenden Stellung gewinnt die Turmpartei auf studienartige Weise:
1. … Tb3! 1. … Ta6? 2. Sb4 Txa5+ 3. Sa2+ führt nur zum Remis.
2. Sb4 Ta3+! 3. Sa2+ Kc2 4. Le1 Ta6!! Nicht 4. … Kb3? 5. Kb1! Txa2 6. Kc1! mit Remis. Auch nicht 4. … Tb3? 5. Sb4+ Kd1 6. Ka2 mit Remis.
4. La5 Oder 4. Lh4 Tb6! 5. Sc1 Tg6! 6. Sa2 Tg1+ und gewinnt.
4. … Ta7! 5. Ld8 Oder 5. Lb6 Tb7! 6. Sb4+ Kb3! 7. Sd5 Th7! 8. Sc3 Th1+! oder 5. Le1 Ta3 6. Lh4 Tb3! 7. Sc1 Kxc1 und gewinnt.
5. … Tb7! 6. Sc1 Tg7! Nicht 6. … Kxc1? 7. Ka2! Kc2 8. Ka3! Kc3 9. Ka4 Kc4 10. Ka5! Kc5 11. Ka4! mit Remis.
7. Lf6 Tg6 8. Le5 Tg4!! 8. … Kxc1? 9. Ka2! ist wieder nur Remis.
9. Lb8 Ta4+! 10. Sa2 Th4! 11. Lc7 Th1+ 12. Sc1 Kxc1 13. Ka2 Th3! 14. La5 Kc2 und Schwarz gewinnt diese Version des Turm-gegen-Läufer-Endspiels.

### Turm und Läufer gegen Turm
|   | a | b | c | d | e | f | g | h |   |
| 8 |   |   |   |   |   |   |   |   | 8 |
| 7 |   |   |   |   |   |   |   |   | 7 |
| 6 |   |   |   |   |   |   |   |   | 6 |
| 5 |   |   |   |   |   |   |   |   | 5 |
| 4 |   |   |   |   |   |   |   |   | 4 |
| 3 |   |   |   |   |   |   |   |   | 3 |
| 2 |   |   |   |   |   |   |   |   | 2 |
| 1 |   |   |   |   |   |   |   |   | 1 |
|   | a | b | c | d | e | f | g | h |   |

In den meisten Fällen ist das Endspiel Turm und Läufer gegen Turm theoretisch remis. Allerdings ist ein höherer Prozentsatz von Stellungen gewonnen für die stärkere Seite als bei Turm und Springer gegen Turm. Eine berühmte Gewinnführung zeigte André Danican Philidor in seinem erstmals 1749 erschienenen Lehrbuch. Entgegen seiner Annahme stellte sich jedoch heraus, dass es sich dabei um eine Ausnahmestellung handelt, die in den meisten Fällen von der angreifenden Partei nicht erzwungen werden kann.
Befindet sich der verteidigende König am Brettrand – dies kann zumindest zeitweilig von der stärkeren Partei erzwungen werden –, dann ist sehr exaktes Spiel erforderlich, um nicht zu verlieren. Diese Erfahrung bestätigte auch die Partie Jessica Nill – Catherine Perena, Turin 2006. Die Diagrammstellung ist remis. Es folgte:
59. … Kb6 60. Tc1 Kb5 61. Tb1+ Ka4 62. Kd5 Th4 63. Kc5 Ka3? (notwendig war 63. … Th5+!) 64. Tb3+! Ka4 65. Tb2? (65. Tg3 gewinnt am schnellsten) 65. … Th5+! 66. Ld5 Th3! 67. Te2 Tg3 68. Kc4 Ka5 69. Te6 Tg1 70. Kc5 Tf1? (nur 70. … Tb1! hält die Partie, z. B. 71. Lc4 Tb5+!) 71. Te3 Tf4 72. Le4 diese typische Sperre hatte Schwarz wohl übersehen und gab auf.
Aus den genannten Gründen wird dieses Endspiel auch in Remisstellung fast immer ausgekämpft. Ein Großmeisterkollege verwickelte den unter Zeitdruck spielenden Vlastimil Hort Anfang der 1990er Jahre auf dem Schachfestival in Biel in diesem Endspiel in eine Verteidigungsschlacht, so dass er die Zeit überschritt und trotz korrekter Verteidigung verlor. Die heutigen Regeln können diesen Fall unterbinden, vorausgesetzt der anwesende Schiedsrichter beurteilt die Situation entsprechend.
Großmeister Włodzimierz Schmidt zeigte im Jahr 1984 in der Analyse zur Partie R. Pytel – Mazzoni, dass der König der verteidigenden Partei im Allgemeinen nicht dauerhaft am Brettrand festgehalten werden kann, eine komplizierte Verteidigung mit dem König am Rand daher in vielen Fällen vermeidbar ist. Dies bestätigte erneut die Partie Magnus Carlsen – Loek van Wely, Corus Chess 2007, in der die verteidigende Partei sicher das Remis hielt.
|   | a | b | c | d | e | f | g | h |   |
| 8 |   |   |   |   |   |   |   |   | 8 |
| 7 |   |   |   |   |   |   |   |   | 7 |
| 6 |   |   |   |   |   |   |   |   | 6 |
| 5 |   |   |   |   |   |   |   |   | 5 |
| 4 |   |   |   |   |   |   |   |   | 4 |
| 3 |   |   |   |   |   |   |   |   | 3 |
| 2 |   |   |   |   |   |   |   |   | 2 |
| 1 |   |   |   |   |   |   |   |   | 1 |
|   | a | b | c | d | e | f | g | h |   |

Ist der verteidigende König allerdings an den Brettrand gedrängt, gilt es, ihn durch genaue Manöver zu beschützen. Typisch ist etwa folgende Pattrettung. Schwarz droht 1. … Tf1 matt und eine direkte Verteidigung dagegen ist nicht zu sehen.
1. Td7–d2+ Kc2–c3
2. Td2–c2+! Kc3–d3 (Kxc2 patt)
3. Tc2–d2+ Kd3–e3
4. Td2–e2+! Lc4xe2 patt

### Turm und Springer gegen Turm
|   | a | b | c | d | e | f | g | h |   |
| 8 |   |   |   |   |   |   |   |   | 8 |
| 7 |   |   |   |   |   |   |   |   | 7 |
| 6 |   |   |   |   |   |   |   |   | 6 |
| 5 |   |   |   |   |   |   |   |   | 5 |
| 4 |   |   |   |   |   |   |   |   | 4 |
| 3 |   |   |   |   |   |   |   |   | 3 |
| 2 |   |   |   |   |   |   |   |   | 2 |
| 1 |   |   |   |   |   |   |   |   | 1 |
|   | a | b | c | d | e | f | g | h |   |

In aller Regel endet das Endspiel Turm und Springer gegen Turm remis. Etwa 19 Prozent aller theoretisch möglichen Stellungen sind für eine Seite gewonnen. Dabei ist jedoch auch eine große Anzahl von Stellungen enthalten, in denen in einem Zug eine Figur geschlagen werden kann, und folglich kein Spiel in dieser Figurenkonstellation entsteht.
Bis etwa Mitte der 1990er Jahre wurde dieses Endspiel unter guten Spielern kaum ausgekämpft. Erst nachdem der damalige Weltranglistenerste Garri Kasparow 1996 in Dos Hermanas eine Partie gegen Großmeisterin Judit Polgár in einem solchen Endspiel gewonnen hatte, versuchten auch andere Großmeister, dieses Endspiel in praktischen Partien zu gewinnen.
Die Neuregelung mit inkrementeller Bedenkzeit und sehr wenig Zeit pro Zug in der letzten Partiephase hat in Turnieren die Fehlerrate ansteigen lassen. In nebenstehender Diagrammstellung aus der Partie Magnus Carlsen – Erwin l’Ami zog Schwarz unvorsichtig
92. … Kg4–f3? und musste nach
93. Sf5–h4+ die Waffen strecken, weil auf
93. … Kf3–e3
94. Tg1–g3+ Ke3–f2 der Spieß
95. Tg3–g2+ den Turm und damit die Partie gewinnt.

### Turm gegen drei Leichtfiguren
Wenn im Endspiel Turm gegen drei Leichtfiguren ein Läuferpaar auf dem Brett ist, dann kann die Leichtfigurenpartei in einem guten Teil der Fälle gewinnen. Allerdings können bis zum Schlagen einer Figur oder Matt maximal 68 Züge erforderlich sein, beidseits ideales Spiel vorausgesetzt.
Hat die Leichtfigurenpartei kein Läuferpaar, so kann die Turmpartei meistens remis halten. Denn wenn der Turm sich derart gegen eine Leichtfigur hergeben kann, dass die Leichtfigurenpartei nur noch zwei Springer hat, ist die Stellung remis.
|   | a | b | c | d | e | f | g | h |   |
| 8 |   |   |   |   |   |   |   |   | 8 |
| 7 |   |   |   |   |   |   |   |   | 7 |
| 6 |   |   |   |   |   |   |   |   | 6 |
| 5 |   |   |   |   |   |   |   |   | 5 |
| 4 |   |   |   |   |   |   |   |   | 4 |
| 3 |   |   |   |   |   |   |   |   | 3 |
| 2 |   |   |   |   |   |   |   |   | 2 |
| 1 |   |   |   |   |   |   |   |   | 1 |
|   | a | b | c | d | e | f | g | h |   |

Der damalige Weltmeister Garri Kasparow als Turmpartei hielt die Stellung 1991 remis gegen Exweltmeister Anatoli Karpow. Dabei tendierte er mit dem König in Richtung einer Ecke, die der Läufer nicht angreifen konnte, und behielt den Turm weit entfernt, um eine Springergabel zu vermeiden: 63. … Tg8 64. Le4 Tg1 65. Sh5+ Ke6 66. Sg3 Kf6 67. Kg4 Ta1 68. Ld5 Ta5 69. Lf3 Ta1 70. Kf4 Ke6 71. Sc5+ Kd6 72. Sge4+ Ke7 73. Ke5 Tf1 74. Lg4 Tg1 75. Le6 Te1 76. Lc8 Tc1 77. Kd4 Td1+ 78. Sd3 Kf7 79. Ke3 Ta1 80. Kf4 Ke7 81. Sb4 Tc1 82. Sd5+ Kf7 83. Ld7 Tf1+ 84. Ke5 Ta1 85. Sg5+ Kg6 86. Sf3 Kg7 87. Lg4 Kg6 88. Sf4+ Kg7 89. Sd4 Te1+ 90. Kf5 Tc1 91. Le2 Te1 92. Lh5 Ta1 93. Sfe6+ Kh6 94. Le8 Ta8 95. Lc6 Ta1 96. Kf6 Kh7 97. Sg5+ Kh8 Natürlich nicht 97. … Kh6? 98. Sf5+ Kh5 99. Lf3 matt. 98. Sde6 Ta6 99. Le8 Ta8 100. Lh5 Ta1 Aber nicht 100. … Tc8? 101. Sd8! Kg8 102. Lf7+ Kh8 103. Ld5 Tc1 104. Sdf7+! Kg8 105. Sh6+ Kf8 106. Lf7! Tf1+ 107. Sf5! und Weiß gewinnt. 101. Lg6 Tf1+ 102. Ke7 Ta1 Aber nicht 102. … Te1? 103. Kf8 und Weiß gewinnt. 103. Sf7+ Kg8 104. Sh6+ Kh8 105. Sf5 Ta7+ 106. Kf6 Ta1 107. Se3 Te1 108. Sd5 Tg1 109. Lf5 Tf1 110. Sdf4 Ta1 Aber nicht 110. … Tg1? 111. Sg6+! Kh7 112. Se7+ Kh6 (112. … Kh8 113. Sg5!) 113. Sf4! Tg3 114. Lc2 Tg1 115. Le4 und Weiß gewinnt. Auch nicht 110. … Tc1? 111. Sg6+! Kh7 112. Se7+ Kh6 113. Lg6 und Weiß gewinnt. 111. Sg6+ Kg8 112. Se7+ Kh8 113. Sg5 Ta6+! 114. Kf7 Oder 114. Le6 Txe6+! mit remis. 114. … Tf6+! remis, da Schwarz nach 115. Kxf6 patt ist.

### Turm und Läufer gegen zwei Leichtfiguren
Das Endspiel Turm und Läufer gegen zwei Läufer ist in den meisten Fällen remis.
Der Ausgang des Endspiels Turm und Läufer gegen zwei Springer war lange Zeit eine offene Frage. Endspieldatenbanken zeigten schließlich, dass Turm und Läufer mehrheitlich gewinnen. Das kann allerdings im ungünstigsten Falle 223 Züge bis zum Schlagen einer Figur oder Matt erfordern. Die meisten der dafür nötigen Züge sind für einen Menschen nicht zu finden, weil keine Strategie erkennbar ist.
Im Endspiel Turm und Läufer gegen Läufer und Springer ist es von großer Bedeutung, ob die Läufer gleiche oder ungleiche Felderfarbe haben. Sind die Läufer gleichfarbig, kann die verteidigende Partei in der Regel remis halten. Sind die Läufer aber ungleichfarbig, dann hat die Turmpartei theoretisch sehr gute Gewinnaussichten; allerdings können bis zum Schlagen einer Figur oder Matt – beiderseits bestes Spiel vorausgesetzt – bis zu 98 Züge nötig sein.
|   | a | b | c | d | e | f | g | h |   |
| 8 |   |   |   |   |   |   |   |   | 8 |
| 7 |   |   |   |   |   |   |   |   | 7 |
| 6 |   |   |   |   |   |   |   |   | 6 |
| 5 |   |   |   |   |   |   |   |   | 5 |
| 4 |   |   |   |   |   |   |   |   | 4 |
| 3 |   |   |   |   |   |   |   |   | 3 |
| 2 |   |   |   |   |   |   |   |   | 2 |
| 1 |   |   |   |   |   |   |   |   | 1 |
|   | a | b | c | d | e | f | g | h |   |

Der damalige Weltmeister Magnus Carlsen als Turmpartei gewann die Stellung 2019 gegen Großmeister Francisco Vallejo Pons: 51. … Lb8 52. Sg3 Kg5 53. Se2 Lc7 54. Kg2 Kh4 55. Kf2 Lb6+ 56. Ke1 Le3 57. Kd1 Kg5 Etwas schneller wäre 57. … Td2+ 58. Ke1 Td8 58. Le4 Etwas hartnäckiger wäre 58. Sc3 Tb2 59. Sd5 58. … Kf6 59. Lf3 Etwas hartnäckiger wäre 59. Lb7 Td2+ 60. Ke1 Tb2 61. Le4 59. … Ke5 60. Lg2 Hartnäckiger 60. Lh5 Kf5 61. Lf3 60. … Kd6 Schneller 60. … Ld2 61. Lc6 Lb4 62. Lf3 Tb2 64. Lg2 Kf6 61. Le4 Kc5 62. Lf5 Td2+ 63. Ke1 Td8 64. Le4 Kc4 65. Kf1 Hartnäckiger wäre 65. Sg3 Kd4 66. Lb1 Ke5 67. Ke2 65. … Tf8+ 66. Ke1 Viel hartnäckiger wäre 66. Kg2 Tf2+ 67. Kh1 Kc5 (67. … Txe2? 68. Ld3+! mit remis) 68. Sg3 Lf4 69. Sf5 Tb2 66. … Lf2+ 67. Kd2 Td8+ 68. Kc2 Le3 69. Lf3 Td2+ 70. Kb1 Kb3 71. Sc1+ Ka3 72. Se2 Tb2+ 73. Ka1 Tb8 0-1, da Weiß nach bspw. 74. Lh5 Lh6 matt wird.

### Turm und Springer gegen zwei Leichtfiguren
Turm und Springer können gegen zwei beliebige Leichtfiguren meist nicht gewinnen. Endspieldatenbanken zeigten jedoch, dass es einige Gewinnstellungen abseits kurzfristiger taktischer Chancen gibt, insbesondere gegen zwei Springer; maximal können 243 Züge bis zum Schlagen einer Figur oder Matt erforderlich sein. Auch hier ist keine für Menschen verständliche Strategie ersichtlich. Auch gegen Läufer und Springer gibt es einige Gewinnstellungen; hier können maximal 190 Züge bis zum Schlagen einer Figur oder Matt nötig sein.
Eine Ausnahme ist das Aufeinandertreffen von Turm und Springer gegen zwei Läufer gleicher Felderfarbe; dieses praktisch nie vorkommende Endspiel ist in aller Regel für die Turmpartei theoretisch gewonnen, allerdings können bis zum Schlagen einer Figur oder Matt bis zu 140 Züge nötig sein.

### Zwei Türme gegen Turm und Leichtfigur
Zwei Türme können gegen Turm und Leichtfigur in der Regel nicht gewinnen. Falls ein Turmpaar abgetauscht wird, so ist das verbleibende Endspiel „Turm gegen Leichtfigur“ in aller Regel remis.

### Zwei Türme gegen zwei Leichtfiguren
Zwei Türme gewinnen gegen zwei Leichtfiguren in der Regel relativ einfach.

## Endspiele mit Bauern

### Turm und Bauer gegen Läufer
|   | a | b | c | d | e | f | g | h |   |
| 8 |   |   |   |   |   |   |   |   | 8 |
| 7 |   |   |   |   |   |   |   |   | 7 |
| 6 |   |   |   |   |   |   |   |   | 6 |
| 5 |   |   |   |   |   |   |   |   | 5 |
| 4 |   |   |   |   |   |   |   |   | 4 |
| 3 |   |   |   |   |   |   |   |   | 3 |
| 2 |   |   |   |   |   |   |   |   | 2 |
| 1 |   |   |   |   |   |   |   |   | 1 |
|   | a | b | c | d | e | f | g | h |   |

Das Endspiel Turm und Bauer gegen Läufer ist in aller Regel gewonnen, allerdings gibt es Ausnahmen.
Steht der Bauer auf der f- oder c-Linie bereits auf der sechsten Reihe und hat der Läufer die Felderfarbe des Feldes vor dem Bauern, während sein König das Umwandlungsfeld besetzt, so ist die Stellung remis. Das zeigte Ercole del Rio bereits Mitte des 18. Jahrhunderts. Die verteidigende Partei hält die Stellung, indem der Läufer auf der langen Diagonalen pendelt, zu der das Feld vor dem Bauern gehört, und Schach gibt, wenn der angreifende König das Feld neben seinem Bauern auf der g- bzw. b-Linie betritt.
Der damalige Weltmeister Michail Botwinnik demonstrierte 1952 die Verteidigungsführung in seiner Partie gegen Großmeister László Szabó: 1. Tb4 La2 2. Kf5 Ld5! Aber nicht 2. … Kf7? 3. Tb7+ Kf8 4. Kg6 und Weiß gewinnt. 3. Kg6 Lf7+ 4. Kg5 Ld5 5. Th4 Lb3 6. Th8+ Kf7 7. Th7+ Kf8 8. f7 Ke7! 9. Kg6 Lc4! Natürlich nicht 9. … Lc2+? 10. Kg7 und Weiß gewinnt. 10. Tg7 Lb3 11. f8D+ Kxf8 12. Kf6 Ke8 13. Te7+ Kd8 remis.
Diese Art von Festung ist jedoch eine Ausnahme im Endspiel Turm und Bauer gegen Läufer. Sie funktioniert nicht bei einem Bauern auf der b-, d-, e- oder g-Linie, und bei einem Bauern auf der c- oder f-Linie auch nur dann, wenn der Bauer bereits auf die sechste Reihe vorgerückt ist.
Weitere Ausnahmefälle, in denen dieses Endspiel nur remis ist, gibt es im Falle eines Randbauern. Hat dieser bereits seine vierte Reihe überschritten und ist sein Umwandlungsfeld nicht von der Felderfarbe des Läufers und vom verteidigenden König besetzt, so ist die Stellung remis.
Hat der Randbauer in dieser Situation seine vierte Reihe aber noch nicht überschritten, so verfügt die Turmpartei über einen versteckten Gewinnweg. Er basiert darauf, dass der angreifende König bei Bedarf entlang der Randlinie manövrieren kann, ohne von seinem eigenen Bauern behindert zu werden.

### Turm und Bauer gegen Springer
|   | a | b | c | d | e | f | g | h |   |
| 8 |   |   |   |   |   |   |   |   | 8 |
| 7 |   |   |   |   |   |   |   |   | 7 |
| 6 |   |   |   |   |   |   |   |   | 6 |
| 5 |   |   |   |   |   |   |   |   | 5 |
| 4 |   |   |   |   |   |   |   |   | 4 |
| 3 |   |   |   |   |   |   |   |   | 3 |
| 2 |   |   |   |   |   |   |   |   | 2 |
| 1 |   |   |   |   |   |   |   |   | 1 |
|   | a | b | c | d | e | f | g | h |   |

Das Endspiel Turm und Bauer gegen Springer ist in der Regel gewonnen. In Ausnahmefällen kann die Springerpartei allerdings eine Festung bilden und remis halten. Das demonstrierte der Exweltmeister Emanuel Lasker 1924 in seiner Partie gegen Edward Lasker:
Der Turm ist an seinen Bauern gebunden und sein König kann die dritte Reihe noch nicht überschreiten. So genügen der Springerpartei vorerst Wartezüge.
93. Sb2 Ke4 94. Sa4 Kd4 95. Sb2! Tf3 96. Sa4! Te3 97. Sb2! Ke4 98. Sa4 Kf3
Durch diese Umgehung droht der König, seinen Bauern zu unterstützen. Fatal wäre nun 99. Sb2? Ke2! 100. Ka3 Kd2! 101. Sc4+ Die Gabel rettet nicht, denn nach dem Turmopfer 101. … Kc1! 102. Sxe3 b2! entscheidet die Bauernumwandlung.
Dem muss der weiße König entgegentreten: 99. Ka3! Ke4 Schwarz gibt sein Vorhaben auf, denn nun folgt auf 99. … Ke2 100. Kb2 Kd2 101. Sc5! und der Bauer fällt. 100. Kb4 Kd4 101. Sb2! Th3 102. Sa4! Falsch wäre 102. Sd1?, weil nach 102. … Kd3! 103. Kxb3 das Abzugsschach 103. … Kd2+ den Springer gewinnt. Nach dem Textzug ist Schwarz keinen Schritt vorangekommen und willigte mit 102. … Kd3 103. Kxb3! Kd4 ins Remis ein.

### Turm gegen Leichtfigur und Bauer
Das Endspiel Turm gegen Leichtfigur und Bauer ist in der Regel remis.
Stehen die Figuren der Leichtfigurenpartei jedoch ungünstig, verliert sie manchmal, insbesondere mit einem Randbauern, ähnlich wie in den wenigen verlorenen Stellungen des Endspiels Turm gegen Leichtfigur.
|   | a | b | c | d | e | f | g | h |   |
| 8 |   |   |   |   |   |   |   |   | 8 |
| 7 |   |   |   |   |   |   |   |   | 7 |
| 6 |   |   |   |   |   |   |   |   | 6 |
| 5 |   |   |   |   |   |   |   |   | 5 |
| 4 |   |   |   |   |   |   |   |   | 4 |
| 3 |   |   |   |   |   |   |   |   | 3 |
| 2 |   |   |   |   |   |   |   |   | 2 |
| 1 |   |   |   |   |   |   |   |   | 1 |
|   | a | b | c | d | e | f | g | h |   |

In der nebenstehenden Stellung gewinnt die Turmpartei wegen ihrer aktiven Figurenstellung, obwohl die Läuferpartei noch einen a-Bauern besitzt.
1. … Kf5! 2. Lc3 Tc8! 3. Ld4 Td8! 4. Lc3 Td3! 5. Le1 Te3! 6. Lf2 Te2! 7. Lg3 Te8! Nach 8. … Txa2? 9. Kh4! hält Weiß Remis.
9. Kh6 Tg8! 10. Lf2 Tg6+! 11. Kh7 Oder 11. Kh5 Tg2! und Schwarz gewinnt ebenfalls.
11. … Kf6! 12. a4 Kf7! 13. La7 Nach 13. a5 Tg2! 14. Le3 Th2+ 15. Lh6 Th1 entsteht die gleiche Stellung wie in der Hauptvariante nach 19. … Th1.
13. … Ta6! 14. Lb8 Ta8! Aber nicht 14. … Txa4 15. Kh6! Kf6 16. Lg3! und Weiß hält Remis.
15. Lg3 Tg8! Wiederum nicht 15. … Txa4 15. Kh6! und Weiß hält Remis.
16. Lc7 Tc8! 17. Lf4 Tc4 18. Lg5 Tc3! Wieder nicht 18. … Txa4 19. Kh6! mit Remis.
19. a5 Th3+ 19. Lh6 Th1 20. a6 Ta1! 21. Lf4 Txa6 und Schwarz gewinnt diese Version des Turm-gegen-Läufer-Endspiels.

### Turm gegen zwei Leichtfiguren und Bauer
Steht im Endspiel Turm gegen zwei Leichtfiguren und Bauer das Läuferpaar auf dem Brett, so gewinnt die Leichtfigurenpartei dieses Endspiel in aller Regel. Nur im Falle eines Randbauern hat die Turmpartei Aussicht auf Remis, wenn ihr König vor dem Bauern steht; kann der Turm sich dann gegen den richtigen Läufer hergeben, so verbleibt die Leichtfigurenpartei mit dem falschen Läufer und das Spiel endet Remis.
Auch im Falle von Läufer und Springer hat die Leichtfigurenpartei theoretisch oft gute Gewinnaussichten, allerdings dauert der Weg zum Sieg mitunter mehr als 50 Züge, weil sehr sorgfältiges Spiel nötig ist. Die Turmpartei kann sich oft dann retten, wenn ihr König den Bauern direkt blockiert. Im Falle eines Randbauern kann die Turmpartei in aller Regel remis halten, wenn ihr König vor dem Bauern steht.
Sind die zwei Leichtfiguren zwei Springer oder zwei Läufer gleicher Felderfarbe, so hält die Turmpartei meist remis. Denn in diesen Fällen könnte sie dieses Ziel schon dadurch erreichen, dass sich der Turm für den Bauern hergibt. Sollte dies nicht möglich sein, etwa wenn der Bauer schon weit vorgerückt und der verteidigende König nicht in der Nähe des Bauern ist, dann kann die Leichtfigurenpartei auch hier gewinnen.

### Turm gegen Leichtfigur und zwei Bauern
Im Endspiel Turm gegen Leichtfigur und zwei Bauern kämpft die Turmpartei um das remis. In einem Teil der Fälle erreicht sie es, etwa wenn der Turm sich gegen beide Bauern hergeben kann. Im anderen Teil der Fälle gewinnt die Leichtfigurenpartei.
Ein Beispiel, in dem die Turmpartei gegen einen Läufer mit zwei verbundenen Freibauern kämpft:
|   | a | b | c | d | e | f | g | h |   |
| 8 |   |   |   |   |   |   |   |   | 8 |
| 7 |   |   |   |   |   |   |   |   | 7 |
| 6 |   |   |   |   |   |   |   |   | 6 |
| 5 |   |   |   |   |   |   |   |   | 5 |
| 4 |   |   |   |   |   |   |   |   | 4 |
| 3 |   |   |   |   |   |   |   |   | 3 |
| 2 |   |   |   |   |   |   |   |   | 2 |
| 1 |   |   |   |   |   |   |   |   | 1 |
|   | a | b | c | d | e | f | g | h |   |

Weiß am Zug spielt etwa 1. Ta8 d3+ 2. Ke3 Lc5+ 3. Kd2 Kc4 4. Ta4+! Lb4+ 5. Ke3 und hält Remis.
Ebenso gut ist 1. Th8 d3+ 2. Ke3 Lc5+ 3. Kd2 Kd4 4. Th4! Lb4+ 5. Kd1 Lc3 6. Tg4 Kd5 7. Tg5+! Le5 8. Kd2! Kd4 9. Tg4! und hält Remis.
Schwarz am Zug spielt 1. … d3+! 2. Ke3 Lc5+! 3. Kd2 Kd4 4. Td8+ Kc4 Der weiße Turm kann hier nicht von der Seite aus eingreifen. 5. Te8 e3+ 6. Txe3 Lxe3+ 7. Kxe3 Kc3 und gewinnt.

### Turm, Leichtfigur und Bauer gegen Turm
|   | a | b | c | d | e | f | g | h |   |
| 8 |   |   |   |   |   |   |   |   | 8 |
| 7 |   |   |   |   |   |   |   |   | 7 |
| 6 |   |   |   |   |   |   |   |   | 6 |
| 5 |   |   |   |   |   |   |   |   | 5 |
| 4 |   |   |   |   |   |   |   |   | 4 |
| 3 |   |   |   |   |   |   |   |   | 3 |
| 2 |   |   |   |   |   |   |   |   | 2 |
| 1 |   |   |   |   |   |   |   |   | 1 |
|   | a | b | c | d | e | f | g | h |   |

Obwohl Turm, Leichtfigur und Bauer in aller Regel gegen einen Turm gewinnen, ist dies nicht immer der Fall. Einerseits kann das Endspiel bei einer rein taktischen Stellung wie der von Alois Wotawa remis sein. Andererseits gibt es auch Fälle, in denen der Bauer zwar verteidigt werden kann, aber andere Faktoren, etwa Pattmotive oder eine ungünstige Bindung der Steine aneinander, die Realisierung des Vorteils verhindern. Ein solches Beispiel zeigt die folgende Stellung aus einer Studie von Bill Jones:
Nach 7. Tg5! kommt Schwarz nicht voran:
7. … Kh4 hilft nicht weiter wegen
8. Tg4+! Kh3 9. Tg3+ Auch 9. Tg5 hält remis.
9. … Kh2 10. Tg2+! Aber nicht 10. Tg5? Kh1! und der weiße Turm muss die g-Linie oder die fünfte Reihe verlassen, wonach Weiß verliert.
10. … Kh1 11. Tg5 Nicht 11. Tg1+?? Lxg1 und Schwarz gewinnt.
Nach 11. Tg5 bleibt die Stellung remis, da Schwarz die Fesselung des Lc5 nicht vernünftig abschütteln kann. Das Nehmen des weißen Turmes führt dagegen zum Patt.

### Turm und Bauer gegen zwei Leichtfiguren
Das Endspiel Turm und Bauer gegen zwei Leichtfiguren hat kaum eigenständige Bedeutung. Steht der König der Leichtfigurenpartei vor dem Bauern, so kann er diesen in aller Regel leicht blockieren und remis halten. Die Turmpartei kann im Allgemeinen bestenfalls erreichen, dass sich eine Leichtfigur für den Bauern hergeben muss. Doch das entstehende Endspiel Turm gegen Leichtfigur ist in der Regel remis, wie im Kapitel „Endspiele ohne Bauern“ dargelegt wird.
|   | a | b | c | d | e | f | g | h |   |
| 8 |   |   |   |   |   |   |   |   | 8 |
| 7 |   |   |   |   |   |   |   |   | 7 |
| 6 |   |   |   |   |   |   |   |   | 6 |
| 5 |   |   |   |   |   |   |   |   | 5 |
| 4 |   |   |   |   |   |   |   |   | 4 |
| 3 |   |   |   |   |   |   |   |   | 3 |
| 2 |   |   |   |   |   |   |   |   | 2 |
| 1 |   |   |   |   |   |   |   |   | 1 |
|   | a | b | c | d | e | f | g | h |   |

Steht der Bauer auf der siebten Reihe und der verteidigende König weit entfernt, hat die Turmpartei manchmal versteckte Gewinnmöglichkeiten:
1. Tb4! Droht 2. Te4. Das sofortige 1. a8D? Lxa8 2. Txa8 Lc3 führt nur zum Remis. Auch nach 1. Tb3? Ld4! hält Schwarz remis.
1. … La8 2. Kf5! Kh6 3. Ke6! Kg5 4. Tc4! Kg6 5. Tg4+ Kh6 6. Tg8 Lc6 7. Tc8! Lb7 8. Tb8 Lf3 9. Td8!  Droht 10. Td5.
9. … Lb7 10. Kf5! Lg7 11. Td6+ Kh7 12. Ke6! La8 13. Td8 Lb7 14. Kd6! Lg2 15. Kc5! Droht wieder 16. Td5.
15. … Lh6 Oder 15. … Lb7 16. Td7 La8 17. Kb5 mit Gewinnstellung.
16. Td3! Nicht 16. Td5? Le3+! und Schwarz hält remis.
16. … Kg6 17. Kb5 Nicht 17. Tg3+? Kf5 18. Txg2 Le3+! 19. Kd5 Lxa7 mit Remisstellung.
17. … Kf5 18. Ka6! Lf1 Oder 18. … La8 19. Tb3! Kg4 20. Tb8 Lf3 21. Tb7! und Weiß gewinnt.
19. a8D Lxd3+ 20. Ka5 Weiß hat eine Gewinnstellung mit Dame gegen zwei Läufer, die sich aber erst in mehr als 50 Zügen realisieren lässt.

### Turm und Bauer gegen Leichtfigur und Bauer
Hat im Endspiel Turm und Bauer gegen Leichtfigur und Bauer die Turmpartei einen Freibauern, so gewinnt sie in aller Regel. Hat keine Partei einen Freibauern, so kann die Leichtfigurenpartei in einem gewissen Teil der Fälle remis erreichen.
Das Endspiel Turm gegen Läufer mit blockiertem Bauernpaar a2/a3 illustriert einige Aspekte. Die Turmpartei gewinnt, wenn sie mit Hilfe von Zugzwang und Mattdrohungen den Bauern erobern kann.
|   | a | b | c | d | e | f | g | h |   |
| 8 |   |   |   |   |   |   |   |   | 8 |
| 7 |   |   |   |   |   |   |   |   | 7 |
| 6 |   |   |   |   |   |   |   |   | 6 |
| 5 |   |   |   |   |   |   |   |   | 5 |
| 4 |   |   |   |   |   |   |   |   | 4 |
| 3 |   |   |   |   |   |   |   |   | 3 |
| 2 |   |   |   |   |   |   |   |   | 2 |
| 1 |   |   |   |   |   |   |   |   | 1 |
|   | a | b | c | d | e | f | g | h |   |

1. Kh7! Kf6 2. Kh6 Lc5 3. Ta6+! Ke5 4. Ta5! Kd4 5. Tb5! Ld6 Oder 5. … Le7 6. Tb3 mit Gewinnstellung.
6. Kg5! Nach 6. Tb3? Lf4+! 7. Kg6 Lc1! 8. Kf5 Lb2 9. Kf4 Lc1+ 10. Kf3 Lb2 11. Ke2 Kc4 12. Kd2 Kd4 13. Kc2 Kc4 13. Tg3 Kb4 15. Tg4+ Kb5 16. Kb3 Kc5 würde Schwarz Remis erreichen.
6. … Ke4 7. Kf6! Kd4 8. Tb7 Ke4 9. Ke6 Lc5 10. Tb3 Kd4 11. Tb8 Kc4 12. Ke5 Ld4+ 13. Ke4! Lf6 Oder 13. … Lb2 14. Tc8+! Kb5 15. Kd5 Kb6 16. Tf8 Lc1 17. Tf3 Lb2 18. Td3 und Weiß gewinnt.
14. Tc8+ Kb4 15. Kd5 Lg5 16. Tb8+ Ka4 17. Kc4 Ld2 18. Ta8+ La5 19. Kd3 Kb5 20. Kc2 Ka4 21. Tg8 Lb4 22. Tg4 Kb5 23. Kb3 Le7 24. Tg8 Lc5 25. Tg5 Kb6 26. Tf5 Kb5 27. Te5 Kb6 28. Kc4 Lf8 29. Tg5 Le7 30. Tg7 Lf8 31. Tf7 Ld6 32. Tf6 Kc6 33. Kd4 Kc7 34. Kd5 Lb4 35. Tf4 Le7 36. Tf7 Kd7 37. Th7 Kd8 38. Ke6 Lb4 39. Td7+ Kc8 40. Td4 Lf8 41. Kf7 Lh6 42. Ta4 und Weiß gewinnt den Bauern und die Partie.
Spielt Weiß im ersten Zug anders, erreicht Schwarz Remis, indem er den Läufer nach b2 überführt. Beispielsweise
1. Ta6? Lf6+! 2. Kh7 Lb2! 3. Kh6 Lc1+ 4. Kh5 Lb2 5. Kg4 Ke7 6. Kf5 Kd7 7. Ke4 Ke7 8. Kd5 Kf7 und Weiß macht keine Fortschritte.